# Quentin Rakotomalala
Quentin Rakotomalala (29 de mayo de 2003) es un deportista francés que compite en natación sincronizada. Ganó dos medallas de bronce en el Campeonato Europeo de Natación, en los años 2022 y 2024.

## Palmarés internacional
| Campeonato Europeo | Campeonato Europeo | Campeonato Europeo | Campeonato Europeo |
| Año                | Lugar              | Medalla            | Prueba             |
| ------------------ | ------------------ | ------------------ | ------------------ |
| 2022               | Roma (Italia)      | Medalla de bronce  | Solo libre         |
| 2024               | Belgrado (Serbia)  | Medalla de bronce  | Solo libre         |